# Пауловнија
Пауловнија или царска пауловнија (Paulownia tomentosa (Thunb.) Steud., синоним Paulownia imperialis Siebold & Zucc., базионим, Bignonia tomentosa Thunb.). Род је назван по великој војвоткињи Ани Павловној од Русије (1795-1865) краљици Холандије. Епитет врсте tomentosa значи сомотасто длакава, а значење синонима imperialis значи царски.

## Опис врсте
Дрво до 25 m високо, са широко купастом круном. Кора у младости глатка, на старијим стаблима тамносива, слабо испуцала. Гранчице дебеле, жутосмеђе, или зеленкастожуте, без сјаја, са многобројним овалним, светлим мало уздигнутим лентицелама. Пупољци наспрамни, изузетно по три у пршљену.
Листови изразито крупни 15-40 cm, прости, срцасти, зашиљеног врха, понекад плитко петорежњевити, наспрамни или код млађих биљака по три у пршљену и много већи, целог обода, са обе стране длакави, на 10-20 cm дугим лисним петељкама. Наличје листа светлозелено, лице зелено. Листови се могу побркати са листовима каталпе.
Цветови љубичасти, пријатног мириса, пре листања у усправним метличастим цвастима дугим 30 cm и више. Цветне дршке рђасто длакаве. Чашица длакава, широкозвонаста, петозуба. Круница цевастозвонаста, 5-6 cm дуга, са тамним мрљама и жутим пругама са унутрашње стране.
Плод је многосемена, двоока, овална чаура, 3–4 cm дуга, пуца уздуж на пола. У основи са петочланом сомотасто длакавом чашицом. Плодови сазревају у октобру-новембру и задржавају се на стаблу до наредног пролећа. Семе са стакласто прозирним крилцима, широко објајасто, пљоснато, анемохорно. Семе без крила 1,5 mm дуго, издужено или копљасто, сивосмеђе са уздужним ребрима. У једном килограму има неколико милиона зрна.

## Ареал
Од природе распрострањена централној и западној Кини (провинције: Шантунг, Хонан, Клангсу, Ћекианг, Хупеј и Џван; између 30 и 39° сгш). У Кореји се јавља појединачно у средњој висинској зони. У Шантунгу, Хонану, Хупеју и Џвану расте у низијама и подручјима са блажом климом, не образујући нигде шуме. Широко распрострањена у свету у умереним климатским зонама.

## Биоеколошке карактеристике
Врста је осетљива на мраз посебно у младости, касније издржава температуру до -20 °C. Подноси пуну светлост и полусенку. Добро расте на алувијалним и другим дубоким и плодним земљиштима која не садрже већу количину креча. Карактерише се врло брзим растом, нарочито првих 15-20 година живота, затим прираст опада. Лако се обнавља после шумских пожара јер корен има јаку изданачку способност. Пауловнија је толерантна на загађења и није пробирљива према земљишту, па има пионирски карактер. Њени азотом богати листови добри су за испашу, а корен спречава ерозију земљишта. Пауловнија не може да опстане у сенци другог дрвећа. Биљке са орезаним вршним гранама не цветају.

## Примена
Широко коришћена украсна врста у хортикултури и пејзажној архитектури за групну, солитерну и алејну садњу. У доба цветања веома пријатно мирише. Декоративни су листови, цветови и плодови. Преко зиме у круни су скупине плодова и цвасти цветних пупољака које се тек у пролеће отварају. Карактеристика бујног раста и великих листова изданака биљака скраћених на пањ, користи се да се добију листови величине преко 60 cm и интензиван раст што су посебни ефекти у вртовима модерног стила.
Традиционални обичај у Кини је да се посади пауловнија када се роди девојчица. Пошто је брзорастућа врста, Пауловнија је зрела за сечу када се девојка удаје. Од дрвета се праве различити предмети за девојчин мираз. Резбарење дрвета пауловније је уметничка форма у Јапану и Кини. Легенда каже, да ће Феникс слети на дрво пауловније само када је добар владар на власти. Неколико азијских жичаних инструмената прави се од пауловније, укључујући и цитре: јапанску - кото и корејску - гаиагеум.
Меко и лако семе често је коришћено као материјал за паковање за кинески порцелан при извозу током XIX века, пре проналаска стиропора. Дешавало се да паковање често пукне или се пакет отвори у транзиту па је семе разношено дуж пруге. Ово, као и расејавање семена са стабала засађених као украс, довело је дотле да пауловнија постане инвазивна врста у областима где је клима погодна за њен раст, посебно у Јапану и источном делу САД.

## Размножавање
Семе пауловније одликује се позитивном фотобластичношћу, што значи да може да клија само у присуству светлости. Ово је релативно честа појава код врста са ситним семеном са мало хранљивих материја. Такво семе не клија у сенци, нити испод површине земље, јер светлост не допире до њега. За клијање је потребно директно светло, јер су резервне храњиве материје ограничене, па је неопходно да одмах по исклијавању постоје одговарајући услови за фотосинтезу. Клијање надземно.
Поред семена размножава се успешно коренским резницама у ограђеним лејама или стакленику. Ожиљавање резница стабла је безуспешно.

## Пауловнија у Србији
Петровић 1951. наводи локалитете на којима је тада расла пауловнија:
„Пауловнију нисам често налазио. У Београду је има на неколико места. Тако у Ботаничкој Башти постоји више дрвета. Два дрвета испод стакларе постала су из изданака. Првобитно су била посађена 1930. године, али су убрзо пропала. Зато су 1933. године била сасечена на пањ. Из пања су избили избојци. Ти избојци су у 1948 години била дрвета дебела нешто преко 30 см., а висока до 12 м. У парку преко од Народне скупштине постоје два дрвета дебела око 40 см. и висока до 14 м. Налази се она у Панчићевом парку, па у дворишту једне куће у Његошевој улици, најзад у нeким двориштима на брду више Господарске Механе и два јака дрвета у дворишту јапанске виле у Толстојевој улици. На Топчидерском Брду има још дрвета. У Србији сам је још видео у Ковиљачи. Тај примерак је дебео око 25 см. и висок 7 м.“

Петровић даље описује примерке из Баната (Бела Црква, Вршац, код Новог Бечеја и Нови Кнежевац), Бачке (Зобнатица) и Срема (Илок и Ердевик).

## Занимљивости
Колико је пауловнија цењена у Јапану говори податак да се налази на многим државним обележјима. Цвет и лист пауловније красе грб, реверс кованице од 500 јена и различито ордење. Један такав орден - Орден цветова Пауловније (Order of the Paulownia Flowers) Јапански цар Јошихито уручио је 1917. Године генералу Павлу Јуришићу Штурму. Генералу Штурму ово је било једно од најдражих одликовања.